# Xã Porter, Quận Schuylkill, Pennsylvania
Xã Porter (tiếng Anh: Porter Township) là một xã thuộc quận Schuylkill, tiểu bang Pennsylvania, Hoa Kỳ. Năm 2010, dân số của xã này là 2.176 người.